# Šaćir Filandra
Šaćir Filandra (Crnići (Stolac, BiH), 1961.), bosanskohercegovački sociolog. Bavi se bošnjačko-muslimanskim temama, bošnjačkom povijesti i identitetom.

## Životopis
Rođen je u Crnićima kod Stoca 1961. godine. U Sarajevu 1985. godine diplomirao na Filozofskom fakultetu u Sarajevu na Odsjeku za filozofiju i sociologiju. Doktorirao na polju suvremene političke filozofije. Glavni i odgovorni urednik nakladničke kuće Sejtarija od 1994. do 2010. godine, a od 1988. do 1990. glavni i odgovorni urednik časopisa za kulturu Lica u Sarajevu. Predsjednik Bošnjačke zajednice kulture Preporod od 2001. godine do 2009. godine. Redovni profesor na Fakultetu političkih znanosti Sveučilišta u Sarajevu od 2008. godine. Od 2010. do 2019. dekan na toj ustanovi. Djela: Bošnjačka politika u 20. stoljeću, Bošnjaci nakon socijalizma, Bošnjaci i moderna i drugi brojni radovi. Predaje političku filozofiju. Jednu godinu predavao na Yaleu kolokvije Bosanski politički identitet i Islam u suvremenoj Europi.
Za knjigu Bošnjačka politika u XX stoljeću dobio nagradu i priznanje lista Dnevni avaz. Knjiga je proglašena kulturnim događajem 1999. godine.